# Scolopia chinensis
Scolopia chinensis är en videväxtart som först beskrevs av João de Loureiro, och fick sitt nu gällande namn av Dominique Clos. Scolopia chinensis ingår i släktet Scolopia och familjen videväxter. Inga underarter finns listade i Catalogue of Life.

## Bildgalleri

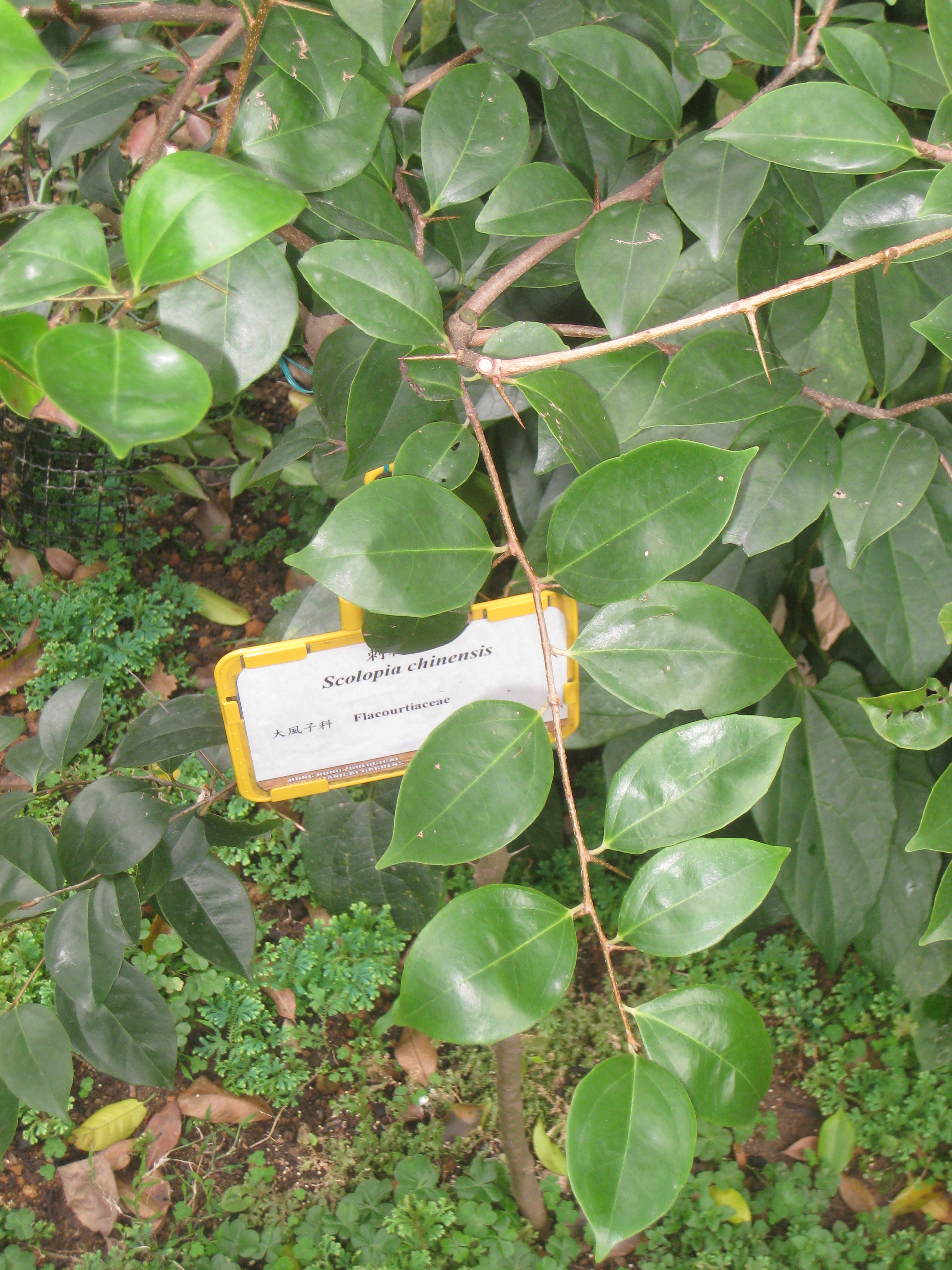